# أغسطس ريتشارد نورتن
أغسطس ريتشارد نورتن (بالإنجليزية: Augustus Richard Norton)‏ هو ضابط أمريكي، ولد في 2 سبتمبر 1946 في نيويورك في الولايات المتحدة، وتوفي في 20 فبراير 2019.